# Мейплтон (Айова)
Мейплтон (англ. Mapleton) — місто (англ. city) в США, в окрузі Монона штату Айова. Населення — 1165 осіб (2020).

## Географія
Мейплтон розташований за координатами 42°10′2″ пн. ш. 95°47′26″ зх. д. / 42.16722° пн. ш. 95.79056° зх. д. (42.167085, -95.790476).  За даними Бюро перепису населення США в 2010 році місто мало площу 4,15 км², уся площа — суходіл.

## Демографія
Згідно з переписом 2010 року, у місті мешкали 1224 особи в 537 домогосподарствах у складі 300 родин. Густота населення становила 295 осіб/км².  Було 631 помешкання (152/км²).
Расовий склад населення:
| - 95,8 % — білих - 1,0 % — корінних американців - 0,9 % — чорних або афроамериканців - 0,2 % — азіатів |

До двох чи більше рас належало 1,6 %. Частка іспаномовних становила 1,6 % від усіх жителів.
За віковим діапазоном населення розподілялося таким чином: 24,3 % — особи молодші 18 років, 45,8 % — особи у віці 18—64 років, 29,9 % — особи у віці 65 років та старші. Медіана віку мешканця становила 49,0 року. На 100 осіб жіночої статі у місті припадало 88,9 чоловіків;  на 100 жінок у віці від 18 років та старших — 81,9 чоловіків також старших 18 років.
Середній дохід на одне домашнє господарство  становив 56 955 доларів США (медіана — 40 294), а середній дохід на одну сім'ю — 68 473 долари (медіана — 50 417). Медіана доходів становила 40 964 долари для чоловіків та 26 458 доларів для жінок. За межею бідності перебувало 13,6 % осіб, у тому числі 16,1 % дітей у віці до 18 років та 8,0 % осіб у віці 65 років та старших.
Цивільне працевлаштоване населення становило 618 осіб. Основні галузі зайнятості: освіта, охорона здоров'я та соціальна допомога — 25,9 %, роздрібна торгівля — 17,8 %, будівництво — 12,5 %.